# Кадимян Гегам Гагикович
Гега́м Га́гикович Кадимя́н (вірм. Գեղամ Կադիմյան; нар. 19 жовтня 1992, Арташат, Вірменія) — український та вірменський футболіст, нападник клубу «Неман» та збірної Вірменії.

## Клубна кар'єра
Вихованець єреванського «Пюніка». Перший тренер — Серж Саргсян. У віці 14 років переїхав у Харків, де продовжив займатися футболом у школі харківського «Арсенала». Пізніше був запрошений армянським «Титаном», де відіграв 4 сезони.
Улітку 2013 року перейшов у ПФК «Суми». У перших 13 матчах, виходячи на заміни, забив 6 голів.
Через півроку перейшов в ужгородську «Говерлу». У чемпіонаті зіграв один раз проти харківського «Металіста».
Улітку 2014 року став гравцем «Олімпіка» (Донецьк). Дебютував у матчі проти «Зорі» (Луганськ). 9 грудня покинув клуб по закінченню контракту.
У лютому 2016 року приєднався до львівських «Карпат», але вже взимку 2016/17 залишив команду за обопільною згодою.
16 січня 2017 року офіційно став гравцем луганської «Зорі», проте в команді виходив вкрай рідко і по завершенні сезону перейшов у «Ворсклу».
У лютому 2019 року перейшов в «Арсенал-Київ».

## Кар'єра у збірній
У березні 2016 року був викликаний до лав національної збірної Вірменії, у складі якої дебютував 25 березня в товариському матчі зі збірною Білорусі.